# دارین حدشیتی
دارین حدشیتی (عربی: دارين حدشيتي؛ زاده ۱۷ آوریل ۱۹۸۱) یک موسیقی‌دان است. 